# Gilda degli insegnanti
La Gilda degli insegnanti è un sindacato italiano, nato il 6 marzo 1988 come "prima associazione professionale di soli docenti", aderente dal 1989 alla federazione Gilda-UNAMS ed alla confederazione C.G.S. Ha sede a Roma in via Aniene 14.

## Storia
È nata durante la trattativa contrattuale del 1988 come "Gilda dei comitati di base degli insegnanti" vicina ai Cobas, avendo come scopo principale la costituzione di aree contrattuali separate per docenti e personale ATA (Ausiliari tecnici amministrativi), per una migliore valorizzazione delle diverse specificità; questo progetto viene condotto in opposizione ai sindacati confederali (CGIL, CISL, UIL) ed allo SNALS, che ad avviso della Gilda non riconoscono la specificità docente e parlano genericamente di un "comparto scuola" del "pubblico impiego". La scelta del nome vuole richiamare quello delle corporazioni medievali tese alla salvaguardia della "qualità" della professione contro le oligarchie feudali, per caratterizzare un'associazione apartitica impegnata sia sulla valorizzazione dell'istruzione pubblica e della professione docente, sia a fini sindacali e di tutela della categoria.
Dal 1990 ha avviato il Centro studi della Gilda degli insegnanti e pubblica il mensile Professione Docente.

## Struttura

### Coordinatori nazionali
• Alessandro Ameli (... - maggio 2006)
- Rino Di Meglio (maggio 2006 - ottobre 2024)
- Vito Carlo Castellana (ottobre 2024 - in carica)